# Боровое (Торжокский район)
Боровое  — деревня в Торжокском районе Тверской области. Входит в состав Будовского сельского поселения.

## География
Находится в центральной части Тверской области на расстоянии приблизительно 15 км на север по прямой от районного центра города Торжок на левом берегу реки Тверца.

## История
Деревня была отмечена еще на карте 1825 года. В 1859 году здесь (деревня Новоторжского уезда Тверской губернии) было учтено 44 двора, в 1938 — 47.

## Население
Численность населения: 240 человек (1859 год), 9 (русские 100 %) в 2002 году, 16 в 2010.